# 血洗洪花亭
《血洗洪花亭》是1989年拍攝，1990年上映之港產片，由陳翹英編劇，柯星沛執導，王祖賢主演。
此片描黑幫頭目之女阿鳳接掌堂口，欲取締其父之非法生意，卻被其部下窮追猛打。阿鳳與任職警官的男友身分懸殊（參照香港警察與三合會關係），暗戀阿鳳的警長也參與混戰，惟功敗垂成。正當堂口內訌白熱化之時，阿鳳施計粉碎了一宗軍火買賣，藉以消除其夫的黑勢力。
根據《電影檢查條例》，本片因有正面描寫無差異斬人等的過度暴力，雖然江湖儀式、黑幫份子自首等鏡頭被刪剪（台灣版錄影帶仍然保留），但仍被評定為第三級影片。

## 劇情概要
王冬（傅宏達飾演）乃三合會組織「全興社」堂主，其千金阿鳳（王祖賢飾演）以為父親金盆洗手，惟暗地裡跟老江湖有聯絡。一次冬叔欲懲治叛徒阿勇（楊允敬飾演），導致其被冬叔部下何世昌（龍方飾演）的老友阿飛（程東飾演）斬傷，阿勇其後供出自己江湖身分，冬叔因此被捕，其後以從事幫派活動及身為堂口主事人，被判入獄三年。
阿鳳接掌社團，第一件事就是取締父親之非法生意例如麻將館、桑拿及夜店，引起其部下何世昌（龍方飾演）及一眾老江湖的強烈不滿，阿昌也因此暴露其野心，利用走私軍火及與阿鳳的關係力爭上龍頭之位。他不但掠奪阿鳳，還發展三角關係（阿昌安排外遇行房，阿鳳被逼從旁觀看），更成為一連串清理門戶的慘劇，阿威、培叔、Billy的父親、警長鍾秋月（莫少聰飾演）之女友阿娥相繼遭暗算，鍾亦被重擊。其中Billy父親被殺一事，他想為父報仇，反被阿飛拒絕，因為他揚言一天他還活著，誰也不能殺阿昌。在一連串慘劇發生後，阿鳳終於供出丈夫走私軍火的事實，警方也派員掃蕩。軍火交易的失利，同門認為阿昌作梗（警方只充公五十把走私槍枝，但逾半被他監守自盜），老大們約他解釋事件，反被他拒絕，於是他決定清理門戶，派出阿飛一方去餐廳大舉掃蕩。事後敵方死傷慘重，現場只好待警方處理善後。
事後阿昌懷疑阿飛背叛他，而事件經阿鳳一方證明屬實（他指如果阿飛真的背叛他，他也會背叛追隨多年的冬叔），在案發後不久即遭就地正法身亡。黑幫小成員Billy（王忠巡飾演）因為父親及阿飛雙雙被殺，逼不得已求阿鳳讓他斬死阿昌。原來阿鳳早就替阿昌的手槍退膛，並趁警官呂建達（林俊賢飾演）抵埗時開香堂，對阿昌執行家法。冬叔因病去世，鍾也在康復期間被阿鳳送到加拿大治療。

## 人物角色
| 演員   | 角色     | 粵語配音 | 關係／備註 |
| 王祖賢 | 王凤仪   |          | 阿鳳 王冬之女 全興社主事人 何世昌之妻 呂Sir女友，但存在糾結 鍾秋月暗戀對象 片末殺害阿昌，並帶鍾到加拿大治療                                                       |
| 林俊賢 | 呂建達   | 林俊賢   | 原屬反黑組督察，後調入重案組 鍾Sir同僚 阿鳳男友，但存在糾結，更指她自甘墮落                                                                                       |
| 莫少聰 | 鍾秋月   | 朱子聰   | 重案組警長 阿娥男友 單戀阿鳳，但不滿之為餬口追隨阿昌 後被阿昌重擊                                                                                                 |
| 龍方   | 何世昌   | 龍方     | 本片終極大反派 幫會高層，但力爭主事人之位 阿鳳之丈夫並與之有染 與眾走私軍火，並牽涉多宗命案 片末被阿鳳殺害                                                        |
| 程東   | 阿飛     | 杜燕歌   | 本片反派 孤狼恐怖主義連環殺手 何世昌朋友，台灣的任務曾為其所救 屢次獲安排進行襲擊行動，實為替阿昌排除異己 與眾同黨於餐廳發動無差異襲擊 片末被指背叛阿昌，遭其殺害 |
| 王俊棠 | 阿威     | 馮永和   | 何世昌同事，管理正當業務 被阿昌指為其絆腳石，後被阿飛當眾斬殺 |
| 方曉虹 | 阿娥     |          | 鍾秋月女友，後被阿飛暗算 |
| 傅宏達 | 王冬     | 周永坤   | 阿鳳之父，前全興社頭目 被阿勇供出身為幫派主持，被判入獄，最終病逝獄中                                                                                             |
| 楊允敬 | 阿勇     | 馮永和   | 幫派叛徒 煽惑門生過檔其門下而被懲治，後被阿飛斬傷 |
| 盧雄   | 阿培     | 盧雄     | 幫派老江湖，對阿鳳照顧有加 質疑阿昌是駙馬 阿鳳求阿昌原諒他，反被他殺害，遺體被阿鳳於睡夢中發現                                                                    |
| 梁錦燊 | 漢叔     | 周永光   | 幫派老江湖 |
| 佘文炳 |          | 源家祥   | 幫派老江湖 |
| 黃錦燊 | 劉警官   | 盧雄     | 呂Sir之上司，希望儘早破案 軍火交易期間開始採取行動 |
| 鄧汝超 | 餐廳經理 |          | 韓國料理餐廳經理 |

## 外部連結
- 互联网电影数据库（IMDb）上《唯我獨尊》的资料（英文）

1. ↑  王忠巡目前是香港警務處助理處長，警察學院院長。